# Huanghetitan ruyangensis
Huanghetitan ruyangensis es una especie del género extinto Huanghetitan (“titan del Huáng Hé”) de dinosaurio saurópodo titanosauriano, que vivió a mediados del período Cretácico, hace aproximadamente entre 125 y 113 millones de años, en el Aptiense, en lo que hoy es Asia. Huanghetitan ruyangensis, fue descrita en 2007 a partir de fósiles encontrados en la Formación Magchuan del Condado de Ruyang, Provincia de Henan, también China. Un reciente análisis cladístico ha encontrado que esta especie muy probablemente no está relacionada con H. liujiaxiaensis e incluso requiera un nuevo nombre de género.  Es conocido a partir de restos de la columna vertebral, 6 vértebras sacras y 10 caudales y varias costillas, con un largo aproximado de 3 metros, indicando que tenía las cavidades de cuerpo más profundas de cualquier dinosaurio conocido y debió medir alrededor del doble de la especie tipo, cerca de los 30 metros de largo.